# Lösings, Björkekind, Östkinds och Hammarkinds häraders domsaga
Lösings, Björkekind, Östkinds och Hammarkinds häraders domsaga var en domsaga i Östergötlands län bildad 1680. Mellan 1780 och 1790 var den delad och efter utbrytning av Hammarkinds härad till Hammarkinds och Stegeborgs skärgårds häraders domsaga ombildades den 1795 till Lösings, Björkekinds och Östkinds häraders domsaga.
Domsagan lydde under Göta hovrätt och omfattade Björkekinds, Östkinds, Lösings, och Hammarkinds härader.

## Tingslag
- Lösings tingslag
- Björkekinds tingslag
- Östkinds tingslag
- Hammarkinds tingslag
- Stegeborgs skärgårds tingslag

## Häradshövdingar
- 1680-1681 	Gustaf Kurck
- 1681-1684 	Knut Kurck
- 1684-1692 	Samuel Regner
- 1692-1698 	Samuel Gyllenadler
- 1698-1709 	Peter Ekner
- 1709-1721 	Daniel Sparrsköld
- 1721-1724 	Erik Gyllenecker
- 1724-1748 	Brynte Johan Aurell
- 1748-1761 	Johan Waldius
- 1761-1774 	Olof Risell
- 1774-1787 	Johan Forseman
- 1787-1795 	Bengt Teodor Junbeck